# Jack Cowell
John Cowell (sinh ngày 9 tháng 6 năm 1887) là một cầu thủ bóng đá người Anh thi đấu ở vị trí tiền đạo cho Sunderland.